# Fazekas Árpád (labdarúgó, 1930)
Fazekas Árpád, (Kámon, 1930. június 23. – Budapest, 2018. augusztus 10.) válogatott labdarúgó, kapus.

## Pályafutása

### Klubcsapatban
1953 februárjában igazolt a Pécsi Vörös Lobogóból a Bp. Dózsába. 1953 és 1954 között két évig a Bp. Dózsa játékosa, majd ezt követően 1956-ig a Vörös Lobogó néven szereplő MTK kapusa volt. Az 1955-ös bajnoki szezon végén ezüstérmet szerzett a  csapattal és itt mutatkozhatott be a  Bajnokcsapatok Európa-kupájában az 1955–1956-os idényben. 1956-ban Nyugat-Európába emigrált. 1957 szeptemberében a Bayern München kapusa lett, ahol tagja volt az 1957-ben nyugatnémet kupát nyerő csapatnak. A klub színeiben 1957. október 2-án mutatkozott be egy Stuttgarter Kickers elleni bajnoki mérkőzésen. A 60. percben hárította Horst Ritter büntetőjét. 1961. május 16-án szerepelt utoljára a bajor csapatban a Pelével felálló Santos elleni barátságos mérkőzésen. Négy idényen át száz bajnokin állt a Bayern München kapujába.
Az 1961–62-es idényben a nyugatnémet Kassel, az 1962–63-as idényben a belga Anderlecht játékosa volt. A brüsszeli csapattal szerepelt az 1962–1963-as bajnokcsapatok Európa-kupája sorozatban és bajnoki címet szerzett a csapattal az utolsó szezonjában. Egyre gyakoribb sérülései miatt 35 éves korában fejezte be pályafutását.
2005-ben a Bayern ötödik legjobb kapusának választották Sepp Maier, Oliver Kahn, Raimond Aumann és Jean-Marie Pfaff mögött.

### A válogatottban
1955-ben öt alkalommal védett a válogatottban. A svájci válogatott ellen mutatkozott be a nemzeti csapatban szeptember 17-én, utolsó mérkőzésére pedig november 13-án került sor a svédek ellen 4-2-re megnyert mérkőzésen a Népstadionban.

## Sikerei, díjai
- Magyar bajnokság
  - 2.: 1955
- Nyugatnémet kupa
  - győztes: 1957
- Belga bajnokság
  - győztes: 1964

## Statisztika

### Mérkőzései a válogatottban
| Magyarország | Magyarország         | Magyarország               | Magyarország  | Magyarország | Magyarország | Magyarország | Magyarország | Magyarország |
| #            | Dátum                | Helyszín                   | Hazai         | Eredmény     | Vendég       | Kiírás       | Gólok        | Esemény      |
| ------------ | -------------------- | -------------------------- | ------------- | ------------ | ------------ | ------------ | ------------ | ------------ |
| 1.           | 1955. szeptember 17. | Lausanne, Olimpiai Stadion | Svájc         | 4 – 5        | Magyarország | Európa-kupa  | -            |              |
| 2.           | 1955. szeptember 25. | Budapest, Népstadion       | Magyarország  | 1 – 1        | Szovjetunió  | barátságos   | -            |              |
| 3.           | 1955. október 2.     | Prága, Strahov-stadion     | Csehszlovákia | 1 – 3        | Magyarország | Európa-kupa  | -            |              |
| 4.           | 1955. október 16.    | Budapest, Népstadion       | Magyarország  | 6 – 1        | Ausztria     | Európa-kupa  | -            |              |
| 5.           | 1955. november 13.   | Budapest, Népstadion       | Magyarország  | 4 – 2        | Svédország   | barátságos   | -            |              |
|              | Összesen             |                            |               | 5            | mérkőzés     |              | 0            | gól          |